# Musée des âmes du Purgatoire
Le musée des âmes du Purgatoire (en italien : Museo delle anime del Purgatorio) est situé 12 Lungotevere Prati, à Rome, en  Italie, dans la sacristie de l'église Sacro Cuore del Suffragio.

## Histoire
En 1897,  un incendie se déclare dans la  chapelle de l'église del Sacro Cuore del Suffragio. Le prêtre  Victor Jouët  voit, parmi les traces laissées sur le mur, derrière l'autel, l'image d'un visage humain portant une expression triste et mélancolique, dessinée par les flammes. Il y voit l'âme d'un homme décédé, condamné au purgatoire, essayant d'entrer en contact avec les vivants.
Cet évènement conduit à la fondation du musée. Victor Jouët décide de trouver des documents et déclarations sur des faits similaires. Ses recherches s'avèrent plus difficiles que prévu. Néanmoins il trouve de nombreux éléments relatifs aux personnes décédées, contraintes de passer une période, après la mort, au purgatoire afin de se purifier de leurs péchés, et qui tentent d'attirer l'attention des personnes vivantes pour leur demander des prières et des messes afin de faciliter leur passage vers le Paradis.

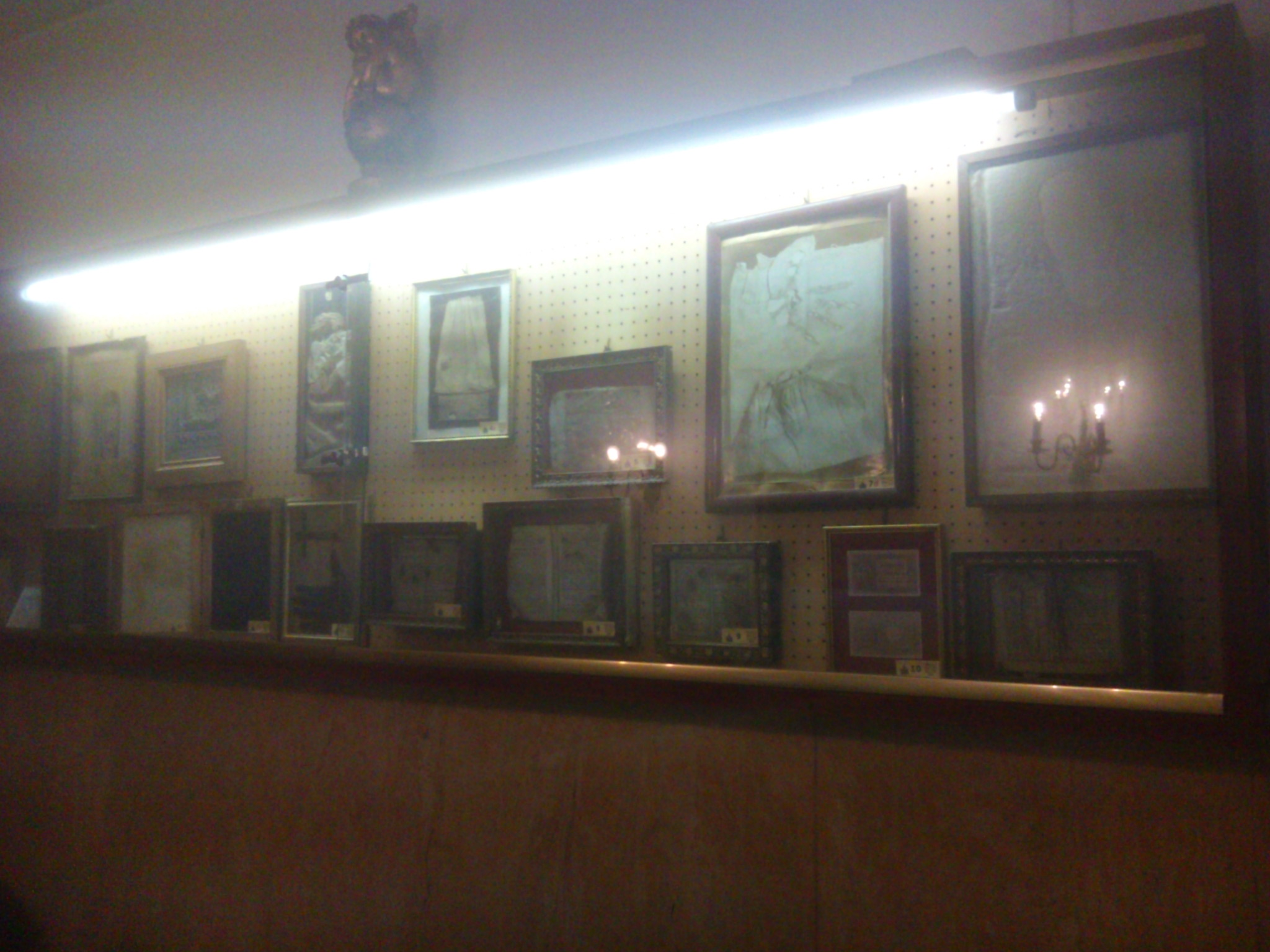
Collection exposée au musée

## Source
- (en) Cet article est partiellement ou en totalité issu de l’article de Wikipédia en anglais intitulé « Museo delle anime del Purgatorio » (voir la liste des auteurs).